# Pajep Vuoulak
Pajep Vuoulak är en sjö i Arjeplogs kommun i Lappland och ingår i Piteälvens huvudavrinningsområde. Sjön har en area på 0,148 kvadratkilometer och ligger 527,6 meter över havet. Pajep Vuoulak ligger i Piteälven Natura 2000-område. Sjön avvattnas av vattendraget Vuoulakjåkkå.

## Delavrinningsområde
Pajep Vuoulak ingår i det delavrinningsområde (738042-161258) som SMHI kallar för Utloppet av Pajep Vuoulak. Medelhöjden är 591 meter över havet och ytan är 2,14 kvadratkilometer. Räknas de 9 avrinningsområdena uppströms in blir den ackumulerade arean 182,41 kvadratkilometer. Vuoulakjåkkå som avvattnar avrinningsområdet har biflödesordning 3, vilket innebär att vattnet flödar genom totalt 3 vattendrag innan det når havet efter 225 kilometer. Avrinningsområdet består mestadels av skog (71 procent) och sankmarker (22 procent). Avrinningsområdet har 0,14 kvadratkilometer vattenytor vilket ger det en sjöprocent på 6,7 procent.